# Maoricolpus finlayi
Maoricolpus finlayi là một loài ốc biển, là động vật thân mềm chân bụng sống ở biển trong họ Turritellidae. It is known to occur only in vịnh Spirits, đảo North, New Zealand.